# Alonso Morgado
Alonso de Morgado fue un religioso y escritor español del siglo XVI.

## Biografía
Nació en Alcántara, provincia de Cáceres y ejerció como sacerdote en la iglesia de Santa Ana en el barrio de Triana en Sevilla. Realizó una profunda labor investigadora de la historia de la ciudad de Sevilla, que plasmó en su libro Historia de Sevilla, en la cual se contienen sus antigüedades, grandezas y cosas memorables en ella acontecidas desde su fundación hasta nuestros tiempos, que se imprimió en 1587, en Sevilla. Entre las historias antiguas de la ciudad es la que goza de más prestigio después de la de Diego Ortiz de Zúñiga y se volvió a editar en 1887 por la Sociedad del Archivo Hispalense.

## Obra
En la primera parte del libro Historia de Sevilla abarca el pasado de la ciudad hasta llegar a 1587, se divide en tres libros;
- El primero se ocupa del perfil histórico de la población desde su fundación. Este libro trata los siguientes períodos: Edad Antigua, los visigodos, los moros y el siglo XIII con la reconquista por Fernando III.
- El segundo libro comprende una descripción topográfica, administrativa, económica y social de la ciudad.
- El tercer libro recoge una exposición de las relaciones entre la ciudad y la corona.

La segunda parte está dedicada a las redes religiosas de Sevilla, presentadas por parroquias y hospitales y también en los conventos.